# Jakob Anton Müller
Jakob Anton Müller (* 1777 in Altdorf (Kanton Uri); † 21. September 1848) war ein Schweizer Politiker.

## Leben
Jakob Anton Müller wurde als Sohn des helvetischen Senators Jost Anton Müller (* 1748 in Altdorf; † 1. August 1803 in Freiburg) und von dessen Ehefrau Waldburga, geb. Gerig, Tochter des Franz Heinrich Gerig, Oberstleutnant in neapolitanischen Diensten, geboren. Er war seit 1806 mit Franziska Schmid, Tochter von Anton Maria Schmid (1744–1808), verheiratet.
1804 war er Landesmajor und während der Zeit der Mediation wurde er zum Regierungsrat gewählt. Von 1815 bis 1817 erhielt er die zweite Würde des Landes als Landesstatthalter und war damit der Vertreter des Landeshauptmannes.  Er war von 1817 bis 1819 Landammann von Uri, in dieser Zeit wurde am 3. Mai 1818 der Beschluss der Landgemeinde des Kanton Uri zur Fahrbarmachung der Gotthardstrasse über den Gotthardpass gefasst. In der Zeit zwischen 1817 und 1837 war er mehrfach Tagsatzungsgesandter; 1833 war er nach den Bürgerkriegen in den Kantonen Basel und Schwyz der erste Gesandte des Kantons Uri, der an der Tagsatzung in Zürich teilnahm. Von 1834 bis 1838 war er Bannerherr und von 1835 bis 1845 übte er das Amt des Salzadministrators (Überwachung des Salzhandels) aus.